# NGC 7575
NGC 7575 est une galaxie spirale située dans la constellation des Poissons. Sa vitesse par rapport au fond diffus cosmologique est de 9 674 ± 26 km/s, ce qui correspond à une distance de Hubble de 142,3 ± 10,0 Mpc (∼464 millions d'al). NGC 7575 a été découverte par l'astronome allemand Albert Marth en 1864.
Malgré le fait que toutes les sources classifient cette galaxie comme lenticulaire, il est évident selon l'image obtenue du relevé SDSS qu'il s'agit d'une galaxie spirale.

## Identification
Selon la base de données NASA/IPAC, l'indentification de cette galaxie est incertaine. Cependant, toutes les sources consultées, sauf Simbad, l'indentifie à PGC 70496. La requête NGC 7575 dans Simbad renvoie le message Identifier not found in the database : NGC 7575. Mais, la requête PGC 70946 fonctionne et en regardant les autres désignations indiquées sur cette page, on rend compte que ce sont les mêmes que celles de NGC 7575 indiquées dans les autres sources consultées.
Simbad indique aussi que PGC 70946 forme une paire de galaxies avec celle qui est au sud-est. Ce n'est pas vraiment le cas, car la distance de Hubble de MCG 01-59-29 est de 73,88 ± 5,20 Mpc (∼241 millions d'al), ce qui est largement inférieure à celle de NGC 7575. Il s'agit donc d'une paire purement optique.